# Алексич, Горан (сербский футболист)
Горан Алексич (серб. Горан Алексић; род. 5 января 1971, Лозница) — югославский футболист, полузащитник и нападающий; сербский тренер.

## Биография
Начал заниматься футболом с 12 лет, воспитанник футбольной школы «Лозница». Играл в командах «Раднички» Белград (1989—1996), ПАОК Салоники, Греция (1996—1997; в сезоне 1995/96 провёл 8 неполных матчей в чемпионате), «Кретей» (1997—1998, первая лига Франции), «Чукарички» (1998, 2001—2004), «Вестманнаэйяр» Исландия (1999—2000; 28 игр, 5 голов в чемпионате).
С середины 2004 года до декабря 2009 работал в клубе «Чукарички», тренировал команды U15, U16, U17, был скаутом и ассистентом главного тренера. В 2006—2008 — старший тренер сборной Сербии, тренировал сборную Сербии по футболу (до 17 лет), которая заняла 5 место на чемпионате Европы 2008 года (главным тренером команды был Деян Джурджевич).
С 2009 года работал координатором программы развития молодёжного футбола российского клуба «Амкар». Старший тренер и спортивный директор клуба (2011—2012).
В октябре 2012 — январе 2013 — тренер в клубе «Раднички» Клупци.
В 2013—2015 — главный тренер пермского женского клуба «Звезда-2005», который под его руководством дважды стал чемпионом и обладателем Кубка России.
В январе — начале мая 2016 — тренер в китайском клубе «Чанчунь Ятай».
С октября 2016 до расформирования команды по окончании сезона 2017/18 — тренер «Амкара». С сезона 2018/19 вошёл в тренерский штаб клуба ФНЛ «Тюмень», с 3 сентября 2018 по 12 сентября 2019 был главным тренером.
В январе 2020 года возглавил российский женский клуб «Рязань-ВДВ», однако в июле того же года, не проведя ни одного матча, покинул команду.
В январе 2022 года возглавил махачкалинское «Динамо». Покинул клуб 1 июля 2023 года после истечения срока действия контракта.
Окончил факультет спорта и физической культуры национального университета в Белграде, обладатель лицензии УЕФА PRO. С 2008 года — ассистент профессора на кафедре футбола факультета спорта и физической культуры университета в Белграде.

## Достижения

### В качестве тренера
- Победитель чемпионата России среди женщин (2): 2014, 2015
- Обладатель Кубка России среди женщин: 2015
- Победитель группы 1 Второго дивизиона ФНЛ: 2021/22